# 克魯斯薩爾梅龍阿科斯塔市 (蘇克雷州)

克魯斯薩爾梅龍阿科斯塔市（西班牙語：Municipio Cruz Salmerón Acosta），是委內瑞拉的一個市，位於該國北部蘇克雷州，首府設於阿拉亞，面積612平方公里，2001年人口30,003，人口密度每平方公里49人。